# Wyomia Tyus
Wyomia Tyus-Simburg (Griffin, 29 agosto 1945) è un'ex velocista statunitense, vincitrice di tre medaglie d'oro olimpiche.

## Biografia
Wyomia Tyus, proveniente dalla Tennessee State University, partecipa alla sua prima Olimpiade a Tokyo nel 1964, alla giovane età di 19 anni. Durante i quarti di finale eguaglia il record mondiale dei 100 metri piani, appartenente a Wilma Rudolph con 11"2 e si candida tra le favorite alla conquista dell'oro olimpico.
In finale si impone con il tempo di 11"4 davanti alla connazionale Edith McGuire, atleta mai battuta dalla Tyus prima di allora. Nella stessa edizione dei Giochi olimpici vince anche una medaglia d'argento con la staffetta 4×100 metri, seconda dietro la squadra polacca.
Negli anni seguenti vince numerosi campionati nazionali nelle prove di velocità, nonché un oro sui 200 metri piani ai Giochi panamericani svoltisi a Winnipeg nel 1967.
Nel 1968 partecipa alla sua seconda Olimpiade con l'intento di difendere il titolo conquistato quattro anni prima sui 100 m. Nelle batterie dimostra di essere nuovamente la favorita per l'oro, eguagliando il record olimpico. Nella finale fa ancora meglio, conquistando l'oro e stabilendo il nuovo primato mondiale della specialità con 11"0.
Con questa vittoria diventa la prima atleta, sia tra gli uomini che tra le donne, a difendere con successo il titolo olimpico dei 100 metri. Tyus si qualifica anche per la finale dei 200 metri classificandosi sesta. La sua quarta medaglia olimpica, il terzo oro assoluto, arriva nella staffetta 4×100 m dove la Tyus, correndo la frazione finale, porta la squadra statunitense al titolo ed al nuovo record mondiale con 42"8.
Dopo i Giochi olimpici del 1968 decide di ritirarsi dalle competizioni. Nel 1980 è stata introdotta nella National Track & Field Hall of Fame e nel 1985 nella U.S. Olympic Hall of Fame.

## Palmarès
| Anno | Manifestazione      | Sede              | Evento      | Risultato | Prestazione | Note            |
| ---- | ------------------- | ----------------- | ----------- | --------- | ----------- | --------------- |
| 1964 | Giochi olimpici     | Tokyo             | 100 m piani | Oro       | 11"4        |                 |
| 1964 | Giochi olimpici     | Tokyo             | 4×100 m     | Argento   | 43"9        |                 |
| 1967 | Giochi panamericani | Winnipeg          | 200 m piani | Oro       | 23"78       |                 |
| 1968 | Giochi olimpici     | Città del Messico | 100 m piani | Oro       | 11"0        | Record mondiale |
| 1968 | Giochi olimpici     | Città del Messico | 200 m piani | 6ª        | 23"0        |                 |
| 1968 | Giochi olimpici     | Città del Messico | 4×100 m     | Oro       | 42"8        | Record mondiale |